# Куков, Валерий Петрович
Вале́рий Петро́вич Ку́ков (род. 30 января 1953, Железнодорожный, Калининградская область) — гвардии полковник ВС РФ, участник Афганской войны, осетино-ингушского межнационального конфликта, Первой и Второй чеченских войн, Герой Российской Федерации (1996). Командир 239-го гвардейского Демблинского отдельного разведывательного мотострелкового ордена Александра Невского батальона 58-й армии Северо-Кавказского военного округа, ныне в запасе — генеральный директор ООО «Комбат» по пошиву военного обмундирования, председатель Фонда помощи военнослужащим «Статус», депутат Парламента Республики Северная Осетия-Алания 5 созыва.

## Биография
Родился 30 января 1953 года в семье пивовара в посёлке Железнодорожный Правдинского района Калининградской области. В 1956 году семья переехала в город Орджоникидзе (ныне Владикавказ) Северо-Осетинской АССР, где в 1970 году Валерий окончил среднюю школу.
С августа 1970 года — в Советской армии. Окончил Орджоникидзевское высшее общевойсковое командное училище имени Маршала Советского Союза А. И. Еременко в 1974 году. Служил в мотострелковых войсках в нескольких военных округах, в том числе на Дальнем Востоке. Участник Афганской войны. С 1987 года — командир 239-го отдельного разведывательного мотострелкового батальона в Северо-Кавказском военном округе. Принимал участие в осетино-ингушском межнациональном конфликте 1992—1993 годов. С декабря 1994 года — участник первой чеченской войны, принимал участие в штурме Грозного в январе 1995 года во главе батальона, вёл тяжёлые бои в районе Президентского дворца.
24 февраля 1996 года в районе села Аршты Сунженского районе Чечни колонна мотострелковых войск попала в засаду боевиков. Подразделение разведчиков во главе с подполковником Куковым обошло позиции боевиков и атаковало их с тыла, уничтожив большую часть боевиков.
За мужество и героизм, проявленные при выполнении специального задания, Указом Президента Российской Федерации от 20 июля 1996 года гвардии подполковнику Кукову Валерию Петровичу присвоено звание Героя Российской Федерации с вручением медали «Золотая звезда» (Медаль № 313).
Награждён орденами и медалями.

## Деятельность после увольнения в запас
В 1998 году Куков уволен в запас. Живёт во Владикавказе. Работает генеральным директором ООО «Комбат» по пошиву военного обмундирования (производство и два магазина в Моздоке, магазины в Краснодаре, Пятигорске, Адлере, Анапе, Новороссийске).
Занимается общественной и военно-патриотической деятельностью, является председателем Фонда помощи военнослужащим «Статус», депутатом Парламента Республики Северная Осетия-Алания пятого созыва от политической партии «Патриоты России» (Моздокский избирательный округ № 7), заместителем председателя комитета по промышленности, транспорту, связи и предпринимательству, член комитета по аграрным вопросам, экологии и природным ресурсам.
Член совета республиканского объединения славян «Русь».

## Семья
Жена — прапорщик запаса медицинской службы, участник боевых действий в Чечне, после выхода в запас занимается гирудотерапией. Две дочери, обе замужем, живут и работают в Москве.